# جون هیور
جون هـِیوِر (انگلیسی: June Haver؛ ۱۰ ژوئن ۱۹۲۶ – ۴ ژوئیهٔ ۲۰۰۵) هنرپیشه اهل ایالات متحده آمریکا بود. وی بین سال‌های ۱۹۴۳ تا ۱۹۵۳ میلادی فعالیت می‌کرد. فاکس قرن بیستم قصد داشت از او یک بتی گریبل دیگر بسازد اما هیور هرگز محبوبیت گریبل را پیدا نکرد.
از فیلم‌هایی که وی در آن‌ها نقش داشته است، می‌توان به خانه در ایندیانا اشاره نمود.